# 小行星11150
小行星11150（11150 Bragg）是一颗绕太阳运转的小行星，为主小行星带小行星。该小行星于1997年12月21日发现。

## 轨道参数
小行星11150的轨道半长轴为2.4494369 UA，离心率为0.144。